# Universitetskyrka
Universitetskyrkan är en kristen verksamhet i anslutning till ett universitet eller högskola.

## Sverige
Universitetskyrkan finns i Sverige på 32 orter. Det kan handla både om en församlingskyrka som är universitetskyrka (och som oftast ligger i närheten av ett universitet eller en högskola), eller om verksamhet i lokaler på den aktuella studieenheten.
Då Universitetskyrkan ofta är ett samarbete mellan de frikyrkliga trossamfunden och Svenska kyrkan, finns både studentpastorer och studentpräster, samt diakoner inom verksamheten (som kan handla om gudstjänster, körer, samtalsgrupper och enskilda samtal).
Ett visst samarbete inom själavårdsutbildning finns även mellan Universitetskyrkan och Andlig vård i kriminalvården/Nämnden för Andlig Vård (NAV), Kyrka-arbetsliv (en samverkan mellan kyrkorna, fackliga organisationer och företag), Militärsjälavården, Samverkan kyrka-polis, samt Sjukhuskyrkan.
- I Luleå driver Porsökyrkan (Svenska kyrkan) "Kyrkan på campus" som är en universitetskyrka på Luleå tekniska universitet.
- I Linköping fungerar Lambohovskyrkan (Equmeniakyrkan och Svenska kyrkan) som universitetskyrka.
- I Malmö driver Equmeniakyrkan och Svenska kyrkan universitetskyrka både i S:t Petri kyrka och i Malmö högskolas ekumeniska "Bönerum och stilla rum" i Orkanens bibliotek.

## Internationellt

### Storbritannien
- University Church of St Mary the Virgin i Oxford är ända sedan Oxfords universitets grundande dess universitetskyrka och fungerade även som universitetets första undervisningslokal.
- I S:t Andrews på Skottlands östkust fungerar "St Leonards lilla kapell" som universitetskyrka för St Andrews universitet.

### Tyskland
- Den medeltida Mariakyrkan i Berlin fungerar även som universitetskyrka för Humboldtuniversitetet.

### Österrike
- Leechkyrkan i Graz är sedan 1985 universitetskyrka för Karl-Franzens-Universität Graz.